# Rachid Farssi
Rachid Farssi (Chênée, 15 januari 1985) is een Belgisch-Marokkaanse voetballer. Farssi is een middenvelder en staat onder contract bij Lierse SK. In zijn jeugd speelde Farssi voornamelijk voor RC Genk, waar hij ook één seizoen in de A-kern zat. Bij Genk kreeg hij echter geen kansen en trok naar CS Visé en later KAS Eupen. Bij Eupen maakte Farssi indruk en in het seizoen 2007-08 kan hij weer aan de slag in de Jupiler League, met Westerlo. Na de degradatie van Westerlo, in het seizoen 2011-12, uit België hoogste klasse tekende Farssi een contract voor één jaar met optie bij promovendus Waasland-Beveren. Vanaf het seizoen 2013-14 speelde Farssi bij Lierse.
Rachid heeft ook een voetballende broer, Sidi Farssi.

## Spelerscarrière
| seizoen   | club                       | land    | klasse             | wedst | goals |
| --------- | -------------------------- | ------- | ------------------ | ----- | ----- |
| 2003/04   | KRC Genk                   | België  | Eerste Klasse      | 0     | 0     |
| 2004/05   | → CS Visé                  | België  | Tweede Klasse      | 30    | 1     |
| 2005/06   | KAS Eupen                  | België  | Tweede Klasse      | 31    | 2     |
| 2006/07   | KAS Eupen                  | België  | Tweede Klasse      | 18    | 5     |
| 2007/08   | KVC Westerlo               | België  | Jupiler Pro League | 25    | 2     |
| 2008/09   | KVC Westerlo               | België  | Jupiler Pro League | 31    | 2     |
| 2009/10   | KVC Westerlo               | België  | Jupiler League     | 20    | 1     |
| 2009/10   | KVC Westerlo               | België  | Play-Off II A      | 6     | 0     |
| 2010/11   | KVC Westerlo               | België  | Jupiler League     | 28    | 4     |
| 2010/11   | KVC Westerlo               | België  | Play-Off II A      | 6     | 0     |
| 2011/12   | KVC Westerlo               | België  | Jupiler League     | 18    | 0     |
| 2012/13   | KVRS Waasland - SK Beveren | België  | Jupiler League     | 26    | 0     |
| 2012/13   | KVRS Waasland - SK Beveren | België  | Play-Off II B      | 0     | 0     |
| 2013/14   | Lierse SK                  | België  | Jupiler League     | 9     | 0     |
| 2014/15   | Lierse SK                  | België  | Jupiler League     | 0     | 0     |
| 2015-2016 | FAR Rabat                  | Marokko | Botola Pro         | 1     | 0     |
| 2015/16   | ASV Geel                   | België  | Tweede Klasse      | 5     | 0     |
| Totaal    | Totaal                     | Totaal  | Totaal             | 254   | 17    |

2 Vinck ·
4 Frans ·
5 Boussaid ·
7 El-Gabas ·
8 Allach ·
11 Laurent ·
12 Kasmi ·
13 Buysens ·
14 Yakubu ·
15 Bourdin ·
16 Poelmans ·
17 Weuts ·
18 Wils ·
21 Sabir ·
22 Joachim ·
23 De Busser ·
24 Diarra ·
25 Binst ·
30 Goris ·
32 Andrei ·
34 Hall ·
39 Ntambwe ·
44 Janssens ·
44 Janssens ·
77 Yagan ·
Badibanga ·
Coach: Still